# Alangium havilandii
Alangium havilandii är en kornellväxtart som beskrevs av Bloemb. Alangium havilandii ingår i släktet Alangium och familjen kornellväxter. Inga underarter finns listade i Catalogue of Life.